# Ctenomys saltarius
Ctenomys saltarius és una espècie de mamífer rosegador histricomorf de la família dels ctenòmids. És endèmica de l'Argentina.